# Дзюрава
Дзюра́ва — річка в Україні, у  Тернопільському районі Тернопільської області, права притока Теребни (басейн Дністра).

## Опис
Довжина річки приблизно 8 км. Висота витоку над рівнем моря — 316 м, висота гирла — 314 м, падіння річки 2 м, похил річки — 0,25 м/км. Формується з декількох безіменних струмків та 3 водойм.

## Розташування
Бере початок на південно-східній околиці Романового Села і тече через нього на північний захід. Потім повертає на південний захід і тече через Ангелівку і в селі Романівка впадає в річку Теребну, ліву притоку Гнізни Гнилої.
Річку перетинає автомобільна дорога E50 М12.